# Liste des monuments historiques d'Amiens
Ce tableau présente la liste de tous les monuments historiques classés ou inscrits dans la ville de Amiens, Somme, en France.

## Liste
| Monument                                                                                | Adresse                                                           | Coordonnées                      | Notice         | Protection               | Date           | Illustration                                                                            |
| --------------------------------------------------------------------------------------- | ----------------------------------------------------------------- | -------------------------------- | -------------- | ------------------------ | -------------- | --------------------------------------------------------------------------------------- |
| Abbaye de Saint-Acheul                                                                  | Chaussée Jules-Ferry                                              | 49° 53′ 00″ nord, 2° 19′ 28″ est | « PA00116051 » | Inscrit                  | 1969           | Abbaye de Saint-Acheul                                                                  |
| Abbaye Saint-Jean-des-Prémontrés « cloître Dewailly »                                   |                                                                   | 49° 53′ 34″ nord, 2° 17′ 26″ est | « PA00116042 » | Inscrit                  | 1940           | Abbaye Saint-Jean-des-Prémontrés« cloître Dewailly »                                    |
| Ancien siège du Courrier picard                                                         |                                                                   | 49° 53′ 29″ nord, 2° 17′ 49″ est | « PA80000106 » | Inscrit                  | 2019           | Ancien siège du Courrier picard                                                         |
| Beffroi                                                                                 | Place au Fil                                                      | 49° 53′ 44″ nord, 2° 17′ 45″ est | « PA00116043 » | Inscrit                  | 1926           | Beffroi                                                                                 |
| Bibliothèque Louis Aragon                                                               | 50 rue de la République                                           | 49° 53′ 24″ nord, 2° 17′ 42″ est | « PA00116044 » | Inscrit                  | 1979           | Bibliothèque Louis Aragon                                                               |
| Caserne Stengel                                                                         | Rue Martin-Bleu-Dieu                                              | 49° 53′ 37″ nord, 2° 17′ 27″ est | « PA00116045 » | Classé                   | 1966           | Caserne Stengel                                                                         |
| Cathédrale Notre-Dame                                                                   | Parvis Notre-Dame                                                 | 49° 53′ 40″ nord, 2° 18′ 07″ est | « PA00116046 » | Classé                   | 1862           | Cathédrale Notre-Dame                                                                   |
| Château d'eau                                                                           | Boulevard du Port-d'Aval                                          | 49° 53′ 52″ nord, 2° 17′ 38″ est | « PA80000100 » | Inscrit                  | 2017           | Château d'eau                                                                           |
| Chapelle du lycée du Sacré-Cœur                                                         | 3 rue de l'Oratoire                                               | 49° 53′ 35″ nord, 2° 18′ 19″ est | « PA80000064 » | Inscrit                  | 2009           | Chapelle du lycée du Sacré-Cœur                                                         |
| Cimetière de La Madeleine                                                               | Rue Saint-Maurice                                                 | 49° 54′ 50″ nord, 2° 16′ 53″ est | « PA00116047 » | Inscrit Classé           | 1986 1995      | Cimetière de La Madeleine                                                               |
| Cirque Jules-Verne                                                                      | Place Longueville                                                 | 49° 53′ 17″ nord, 2° 17′ 44″ est | « PA00116048 » | Inscrit                  | 1975           | Cirque Jules-Verne                                                                      |
| Citadelle                                                                               | Avenue du Général-de-Gaulle Passage des Martyrs                   | 49° 54′ 22″ nord, 2° 17′ 55″ est | « PA00116049 » | Classé Inscrit Classé    | 1840 1978 2016 | Citadelle                                                                               |
| Vestiges du couvent des Cordeliers                                                      | Rue des Cordeliers                                                | 49° 53′ 32″ nord, 2° 17′ 47″ est | « PA80000025 » | Inscrit                  | 2001           | Vestiges du couvent des Cordeliers                                                      |
| Couvent des sœurs grises d'Amiens                                                       |                                                                   | 49° 53′ 49″ nord, 2° 17′ 39″ est | « PA00116050 » | Inscrit                  | 1940           | Couvent des sœurs grises d'Amiens                                                       |
| Couvent de la Visitation d'Amiens Archives départementales de la Somme                  | 61 rue Saint-Fuscien                                              | 49° 53′ 02″ nord, 2° 18′ 16″ est | « PA80000068 » | Inscrit                  | 2009           | Couvent de la Visitation d'AmiensArchives départementales de la Somme                   |
| Église Sainte-Anne                                                                      |                                                                   | 49° 53′ 15″ nord, 2° 18′ 27″ est | « PA80000053 » | Inscrit Classé           | 2006 2007      | Église Sainte-Anne                                                                      |
| Église Saint-Germain-l'Écossais                                                         | Rue Saint-Germain                                                 | 49° 53′ 47″ nord, 2° 17′ 47″ est | « PA00116052 » | Classé                   | 1906           | Église Saint-Germain-l'Écossais                                                         |
| Église Saint-Leu                                                                        | Rue Saint-Leu                                                     | 49° 53′ 52″ nord, 2° 18′ 04″ est | « PA00116053 » | Classé                   | 1906           | Église Saint-Leu                                                                        |
| Église Saint-Rémi                                                                       | Rue des Cordeliers                                                | 49° 53′ 32″ nord, 2° 17′ 47″ est | « PA80000025 » | Inscrit                  | 2001           | Église Saint-Rémi                                                                       |
| Ensemble architectural Auguste-Perret                                                   | Place Alphonse-Fiquet                                             | 49° 53′ 28″ nord, 2° 18′ 22″ est | « PA00116079 » | Inscrit                  | 2001 2003      | Ensemble architectural Auguste-Perret                                                   |
| Fontaine Saint-Julien                                                                   | Place Saint-Julien                                                | 49° 54′ 04″ nord, 2° 18′ 06″ est | « PA00116055 » | Inscrit                  | 1940           | Fontaine Saint-Julien                                                                   |
| Gare d'Amiens                                                                           | Place Alphonse-Fiquet                                             | 49° 53′ 26″ nord, 2° 18′ 29″ est | « PA00116079 » | Inscrit                  | 2003           | Gare d'Amiens                                                                           |
| Gisement du bois de Montières                                                           | Bois de Montières                                                 | 49° 54′ 08″ nord, 2° 14′ 10″ est | « PA00116056 » | Inscrit                  | 1983           | Image manquante Téléverser                                                              |
| Gisement paléolithique de Saint-Acheul (Jardin archéologique de Saint-Acheul)           | En contrebas de la rue du Mercey                                  | 49° 52′ 43″ nord, 2° 19′ 45″ est | « PA00116057 » | Classé Inscrit           | 1947 1952      | Image manquante Téléverser                                                              |
| Grand séminaire                                                                         | 54 rue Jules-Barni                                                | 49° 53′ 18″ nord, 2° 18′ 44″ est | « PA00125667 » | Inscrit                  | 1993           | Grand séminaire                                                                         |
| Hôtel Acloque                                                                           | 33 rue Millevoye                                                  | 49° 53′ 12″ nord, 2° 17′ 55″ est | « PA80000019 » | Inscrit                  | 1999           | Hôtel Acloque                                                                           |
| Hôtel Blin de Bourdon                                                                   | 1, 3 rue des Augustins                                            | 49° 53′ 37″ nord, 2° 18′ 16″ est | « PA00125668 » | Inscrit                  | 1993           | Hôtel Blin de Bourdon                                                                   |
| Hôtel Bouctôt-Vagniez actuelle Chambre régionale de commerce et d'industrie de Picardie | 36 rue des Otages                                                 | 49° 53′ 21″ nord, 2° 18′ 10″ est | « PA00116058 » | Classé                   | 1994           | Hôtel Bouctôt-Vagniez actuelle Chambre régionale de commerce et d'industrie de Picardie |
| Hôtel Bullot                                                                            | 6 boulevard Carnot                                                | 49° 53′ 27″ nord, 2° 17′ 26″ est | « PA80000026 » | Inscrit                  | 2001           | Hôtel Bullot                                                                            |
| Hôtel Christophle                                                                       | 9, 11 rue des Jacobins                                            | 49° 53′ 32″ nord, 2° 17′ 53″ est | « PA00116059 » | Inscrit                  | 1988           | Hôtel Christophle                                                                       |
| Hôtel particulier                                                                       | 4 rue Vivien                                                      | 49° 53′ 25″ nord, 2° 17′ 56″ est | « PA80000059 » | Inscrit                  | 2008           | Hôtel particulier                                                                       |
| Hôtel de préfecture de la Somme                                                         | Rue de la République                                              | 49° 53′ 26″ nord, 2° 17′ 47″ est | « PA00116061 » | Inscrit                  | 1988 2013      | Hôtel de préfecture de la Somme                                                         |
| Hôtel des Trésoriers de France actuel Musée de l'Hôtel de Berny                         | 36 rue Victor-Hugo                                                | 49° 53′ 35″ nord, 2° 18′ 11″ est | « PA00116062 » | Classé Inscrit           | 1993 2009      | Hôtel des Trésoriers de Franceactuel Musée de l'Hôtel de Berny                          |
| Hôtel des Trois-Cailloux                                                                | Rue du Cloître-de-la-Barge                                        | 49° 53′ 37″ nord, 2° 18′ 00″ est | « PA00116063 » | Classé                   | 1977           | Image manquante Téléverser                                                              |
| Hôtel-Dieu                                                                              | Rue Saint-Leu                                                     | 49° 53′ 55″ nord, 2° 18′ 02″ est | « PA00116060 » | Inscrit                  | 1965           | Hôtel-Dieu                                                                              |
| Hôtellerie de l'Angle d'Or                                                              | 18 place Notre-Dame                                               | 49° 53′ 40″ nord, 2° 18′ 02″ est | « PA00116064 » | Inscrit                  | 1974           | Hôtellerie de l'Angle d'Or                                                              |
| Immeuble                                                                                | 17, 19 place au Feurre                                            | 49° 53′ 49″ nord, 2° 17′ 50″ est | « PA00116066 » | Inscrit                  | 1943           | Immeuble                                                                                |
| Immeubles Caves voutées                                                                 | 35 rue du Général-Leclerc                                         | 49° 53′ 46″ nord, 2° 17′ 37″ est | « PA00116073 » | Inscrit                  | 1944           | Image manquante Téléverser                                                              |
| Immeuble                                                                                | 7 rue Porion                                                      | 49° 53′ 38″ nord, 2° 18′ 01″ est | « PA00116067 » | Inscrit                  | 1974           | Immeuble                                                                                |
| Immeuble                                                                                | 6 rue Saint-Jacques                                               | 49° 53′ 44″ nord, 2° 17′ 33″ est | « PA00116068 » | Inscrit                  | 1940           | Immeuble                                                                                |
| Imprimerie Yvert                                                                        | 16, 18, 20 rue des Trois-Cailloux 35, 37, 39, 41 rue des Jacobins | 49° 53′ 32″ nord, 2° 17′ 57″ est | « PA80000018 » | Inscrit                  | 1999           | Imprimerie Yvert                                                                        |
| Logis du Roi                                                                            | Passage du Logis-du-Roi                                           | 49° 53′ 34″ nord, 2° 17′ 59″ est | « PA00116069 » | Inscrit                  | 1926           | Logis du Roi                                                                            |
| Maisons                                                                                 | 45, 47, 49, 51, 53, 55, 57, 59, rue de la Barette                 | 49° 53′ 41″ nord, 2° 18′ 27″ est | « PA80000060 » | Inscrit                  | 2008           | Maisons                                                                                 |
| Maison                                                                                  | 16 rue Cormont                                                    | 49° 53′ 39″ nord, 2° 18′ 06″ est | « PA00116070 » | Inscrit                  | 1978           | Maison                                                                                  |
| Maison                                                                                  | 43 chaussée Jules Ferry                                           | 49° 53′ 03″ nord, 2° 19′ 24″ est | « PA80000078 » | Inscrit                  | 2014           | Image manquante Téléverser                                                              |
| Maison                                                                                  | 42, rue Edmond-Lebel                                              | 49° 52′ 49″ nord, 2° 17′ 53″ est | « PA80000107 » | Inscrit                  | 2019           | Image manquante Téléverser                                                              |
| Maison de l'Atlante                                                                     | Rue Jules-Lardière                                                | 49° 53′ 32″ nord, 2° 17′ 45″ est | « PA00116071 » | Inscrit                  | 1926           | Maison de l'Atlante                                                                     |
| Maison du Bailliage                                                                     |                                                                   | 49° 53′ 41″ nord, 2° 17′ 42″ est | « PA00116065 » | Inscrit Classé           | 1926 1941      | Maison du Bailliage                                                                     |
| Maison Cozette                                                                          | 26 place Vogel                                                    | 49° 53′ 52″ nord, 2° 17′ 46″ est | « PA00116074 » | Inscrit                  | 1954           | Maison Cozette                                                                          |
| Maison de Jules Verne                                                                   | 2 rue Charles-Dubois Boulevard Jules-Verne                        | 49° 53′ 16″ nord, 2° 18′ 07″ est | « PA80000006 » | Inscrit                  | 1998           | Maison de Jules Verne                                                                   |
| Maison du Sagittaire                                                                    | Passage du Logis-du-Roi                                           | 49° 53′ 35″ nord, 2° 18′ 00″ est | « PA00116072 » | Classé                   | 1941           | Maison du Sagittaire                                                                    |
| Maisons du quartier Saint-Leu                                                           | 23 quai Bélu                                                      | 49° 53′ 47″ nord, 2° 18′ 18″ est | « PA80000055 » | Inscrit                  | 2007           | Maisons du quartier Saint-Leu                                                           |
| Maisons du quartier Saint-Leu                                                           | 9 rue des Cannettes                                               | 49° 53′ 36″ nord, 2° 18′ 23″ est | « PA80000055 » | Inscrit                  | 2007           | Maisons du quartier Saint-Leu                                                           |
| Maisons du quartier Saint-Leu                                                           | 25, 27 rue des Cannettes                                          | 49° 53′ 37″ nord, 2° 18′ 24″ est | « PA80000055 » | Inscrit                  | 2007           | Maisons du quartier Saint-Leu                                                           |
| Maisons du quartier Saint-Leu                                                           | 43, 45, 47 rue d'Engoulvent                                       | 49° 53′ 48″ nord, 2° 18′ 12″ est | « PA80000055 » | Inscrit                  | 2007           | Maisons du quartier Saint-Leu                                                           |
| Maisons du quartier Saint-Leu                                                           | 13, 15 rue Guidé                                                  | 49° 53′ 56″ nord, 2° 17′ 45″ est | « PA80000055 » | Inscrit                  | 2007           | Maisons du quartier Saint-Leu                                                           |
| Maisons du quartier Saint-Leu                                                           | 41 rue du Hocquet                                                 | 49° 53′ 44″ nord, 2° 18′ 10″ est | « PA80000055 » | Inscrit                  | 2007           | Maisons du quartier Saint-Leu                                                           |
| Maisons du quartier Saint-Leu                                                           | 44 rue du Hocquet                                                 | 49° 53′ 44″ nord, 2° 18′ 12″ est | « PA80000055 » | Inscrit                  | 2007           | Maisons du quartier Saint-Leu                                                           |
| Manufacture de velours et coton Cosserat                                                | 220 rue Maberly                                                   | 49° 54′ 28″ nord, 2° 16′ 38″ est | « PA80000027 » | Inscrit                  | 2001           | Manufacture de velours et coton Cosserat                                                |
| Moulin Passe-Arrière                                                                    | 2 à 6 rue des Clairons 188 rue Saint-Leu                          | 49° 54′ 03″ nord, 2° 18′ 02″ est | « PA00116075 » | Classé                   | 1987           | Moulin Passe-Arrière                                                                    |
| Moulin Passe-Avant                                                                      | 186 rue Saint-Leu                                                 | 49° 54′ 03″ nord, 2° 18′ 01″ est | « PA00116076 » | Classé                   | 1986           | Moulin Passe-Avant                                                                      |
| Musée de Picardie                                                                       | 48 rue de la République                                           | 49° 53′ 26″ nord, 2° 17′ 44″ est | « PA00116077 » | Classé                   | 2012           | Musée de Picardie                                                                       |
| Palais de l'évêché d'Amiens                                                             | 18, place Saint Michel                                            | 49° 53′ 43″ nord, 2° 18′ 09″ est | « PA00116054 » | Inscrit                  | 1965           | Palais de l'évêché d'Amiens                                                             |
| Palais de justice                                                                       | Rue Robert-de-Luzarches Rue Victor-Hugo                           | 49° 53′ 34″ nord, 2° 18′ 05″ est | « PA00132918 » | Inscrit                  | 1994           | Palais de justice                                                                       |
| Pavillon d'octroi                                                                       | Square Jules-Verne                                                | 49° 53′ 17″ nord, 2° 18′ 20″ est | « PA80000099 » | Inscrit                  | 2017           | Image manquante Téléverser                                                              |
| Théâtre                                                                                 |                                                                   | 49° 53′ 33″ nord, 2° 18′ 00″ est | « PA00116078 » | Classé                   | 1922           | Théâtre                                                                                 |
| Piscine Léon-Pille dite « La Cheminote »                                                | 281, rue Dejean                                                   | 49° 53′ 17″ nord, 2° 19′ 41″ est | « PA80000111 » | Inscrit MH partiellement | 2020           | Piscine Léon-Pille dite « La Cheminote »                                                |
| Tour Perret                                                                             | Place Alphonse-Fiquet                                             | 49° 53′ 28″ nord, 2° 18′ 22″ est | « PA00116079 » | Inscrit                  | 1975           | Tour Perret                                                                             |